# Ludwig Friedrich II. (Schwarzburg-Rudolstadt)

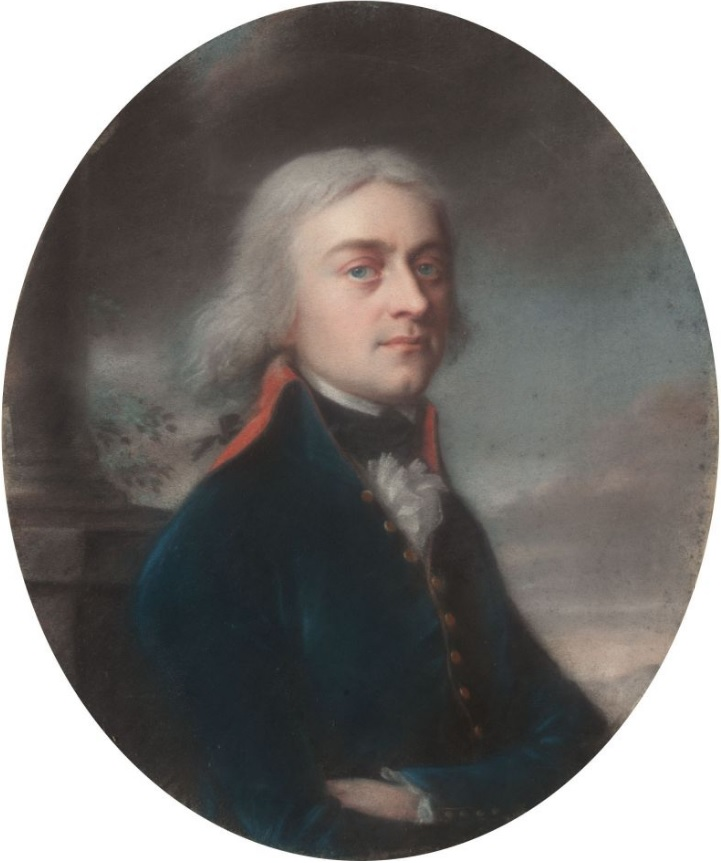
Ludwig Friedrich II. von Schwarzburg-Rudolstadt

Ludwig Friedrich II. von Schwarzburg-Rudolstadt (* 9. August 1767 in Rudolstadt; † 28. April 1807 ebenda) war von 1793 bis 1807 regierender Fürst von Schwarzburg-Rudolstadt aus dem Haus Schwarzburg.

## Leben
Ludwig Friedrich wurde am 9. August 1767 als Sohn des Erbprinzen Friedrich Karl von Schwarzburg-Rudolstadt und dessen erster Gemahlin Friederike geboren. Zu dieser Zeit regierte sein Großvater Ludwig Günther II. das Fürstentum. Im Jahr 1789 wurde Ludwig Friedrich mit seinem Bruder Carl Günther auf eine Bildungsreise nach Genf und anderen Destinationen geschickt. Während dieser Abwesenheit erfuhr der Prinz von den Ereignissen der Französischen Revolution. Die politischen Umwälzungen waren in der Reisegesellschaft ständiges Gesprächsthema und wirkten sich später auch auf das Fürstentum aus. Am 21. Juli 1791 heiratete er in Homburg Karoline von Hessen-Homburg, Tochter des Landgrafen Friedrich V.
Ludwig Friedrich folgte am 13. April 1793 als Fürst. Wenige Monate zuvor war Ludwig XVI. in Paris hingerichtet worden. Nach dem Sieg Napoleons 1806 bei Jena und Auerstedt wurde das Fürstentum unter französische Zwangsverwaltung gestellt. Diese wurde am 24. März 1807 aufgehoben. Die gekonnte Verhandlungsführung des Kanzlers Friedrich Wilhelm von Ketelhodt trug hierzu bei. Das Fürstentum trat am 18. April 1807 dem Rheinbund bei. Zusammen mit seiner hochgebildeten Gemahlin machte Ludwig Friedrich die Residenz zu einem Zentrum der Künste. Er gründete das Rudolstädter Theater, zwar eines der kleinsten in Deutschland, doch eine bedeutsame Spielstätte.
Ludwig Friedrich II. ging als bemerkenswerter Regent mit hohen Idealen in die Geschichte ein. Als Freund der Künste und der Wissenschaften pflegte er Verbindungen zu namhaften Persönlichkeiten wie Friedrich Schiller und Wilhelm von Humboldt. 1796 erhielt die jüdische Gemeinde durch Fürst Ludwig Friedrich II. von Schwarzburg-Rudolstadt den Status einer vollberechtigten Religionsgemeinschaft.
Der Fürst starb im Alter von 39 Jahren am 28. April 1807. Seine Gattin Karoline wurde bis zur Volljährigkeit des Erbprinzen Friedrich Günther nach dem Testament ihres Ehemannes zur Regentin bestimmt und übte diese Funktion bis 1814 aus.

## Nachkommen

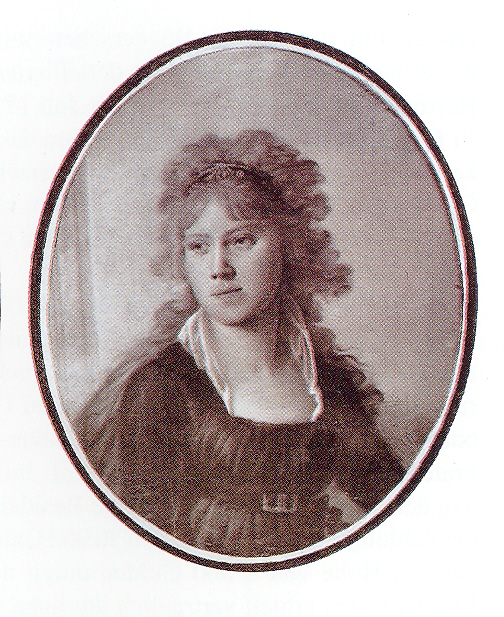
Prinzessin Karoline, Fürstin von Schwarzburg-Rudolstadt

Aus der Ehe des Fürsten mit Karoline entstammen folgende Kinder:
- Carolina Augusta (1792–1794), Prinzessin zu Schwarzburg-Rudolstadt,
- Friedrich Günther (1793–1867), Fürst von Schwarzburg-Rudolstadt

⚭ 1. 1816 Prinzessin Auguste von Anhalt-Dessau (1793–1854),
⚭ 2. 1855 Prinzessin Helena von Anhalt-Dessau (1835–1860),
⚭ 3. 1861 Lydia Maria Schultze (1840–1909),
- Thekla (1795–1861),

⚭ 1817 Fürst Otto Victor von Schönburg-Waldenburg (1785–1859),
- Carolina (*/† 1796), Prinzessin zu Schwarzburg-Rudolstadt,
- Albert (1798–1869), Fürst von Schwarzburg-Rudolstadt

⚭ 1827 Prinzessin Auguste Luise zu Solms-Braunfels (1804–1865),
- Bernhard (1801–1816), Prinz zu Schwarzburg-Rudolstadt,
- Rudolf (1801–1808), Prinz zu Schwarzburg-Rudolstadt.